# Kostel svatého Václava (Smrkovec)
Kostel svatého Václava je zaniklý, v minulosti farní kostel, který stál v zaniklé obci Smrkovec. Po zániku Smrkovce přešlo území pod obec Březová v okrese Sokolov v Karlovarském kraji.

## Historie
Datum založení kostela, ani architekt kostela nejsou známé. Původně se jednalo o jednoduchou, nejspíš dřevěnou gotickou stavbu, o které ovšem nejsou bližší údaje, předpokládá se období 13. století, spíš však ve 14. století. Obec Smrkovec byla roku 1355 povýšena na farnost a kostel se stal farním. Dne 20. října 1355 přišel do Smrkovce nový farář z Řezna. První písemná zmínka o zdejším kostele však pochází až z roku 1384, kdy byl kostel přestavěn a znova vysvěcen ve jménu svatého Václava. Lze předpokládat, že kostel se stal dominantou obce již 14. století. Kostel byl v průběhu 15. století a znova ve druhé polovině 16. století stavebně upravován. Zásadní a radikální přestavba se uskutečnila v roce 1839. Při přestavbě byly pod kostelní lodí objeveny kosterní pozůstatky a náhrobní desky. Patřily osobám několika rodů, které Smrkovec vlastnily. Byli zde pohřbeni páni Hlavna, pán z Grünles a pán Kryštof z Hertenberka, který zde zemřel 3. února 1586 a řada dalších, kdysi významných zdejších pánů. Dochovala se však jen jediná náhrobní deska Kryštofa z Hertenberka, která je nyní v zámku Kynžvart.
Po skončení druhé světové války následovalo vysídlení německého obyvatelstva a obec Smrkovec byla krátce částečně dosídlena. Jenže obec byla začleněna do nově vzniklého Vojenského výcvikového prostoru Prameny. Civilní osoby včetně nových českých osídlenců, kteří se ani nestačili zabydlet, musely danou oblast opustit. Obec Smrkovec zanikla, kostel zůstal opuštěn a neudržován. Budovy v obci, včetně kostela, se pak staly cílem cvičné střelby dělostřelců. Po opouštění vojenského prostoru armádou došlo na základě hromadného demoličního výměru ke srovnání se zemí zbytků ještě stojících zdí kostela. Místo zaniklého kostela tak již připomíná pahorek porostlý kopřivami a náletovými dřevinami se sotva zřetelnými zbytky základů a okolo rostoucí staré kaštany a javory.
Nahlédnutím do katastru nemovitostí je možné zjistit, že pozemek o výměře 5 367 m² v k. ú. Smrkovec u Březové, parcelní číslo 5/3, vlastní Římskokatolická farnost Sokolov.

## Stavební podoba
Původní stavbou byl jednolodní gotický, nejspíš dřevěný kostel. Výsledkem stavebních úprav v 15. a 16. století byl více než 20 metrů dlouhý kostel s uzavřeným pentagonálním presbytářem a se sakristií na jeho jižní straně. K západnímu průčelí byla přistavena nízká hranolová věž. Není však prokázáno, že již v té době byla zakončena cibulovou bání. Roku 1695 byla u kostela postavena patrová barokní budova fary. Při radikální přestavbě kostela v roce 1839, iniciované kancléřem Metternichem, získal kostel barokní podobu. Při přestavbě byla zachována hlavní loď a přistavěna další příčná loď. Této mohutné příčné lodi musel ustoupit původní presbytář. Tři úzká gotická okna nahradila dvě široká a nízká lunetová okna. Půdorys stavby z roku 1839 se dochoval v zákresu ve farní kronice. Barokní úpravy daly kostelu jeho podobu, která se dochovala až do konce druhé světové války.

### Interiér
Hlavní oltář byl při přestavbě roku 1839 nezvykle umístěn do příčné lodi. Bližší údaje o rozsáhlém obrazu s titulárním světcem nebyly až do roku 2014 známé. Tehdy byl učiněn objev v souvislosti s plzeňskou výstavou Vznešenost & zbožnost o barokním umění na Plzeňsku a v západních Čechách. Na výstavě se objevilo rozměrné, částečně poškozené plátno se svatým Václavem, prezentovaným v nebeské apoteóze. Autorem malby je barokní umělec Jan Kryštof Liška. Obraz byl původně malován pro kostel svatého Václava v Plasích, který byl po zrušení kláštera roku 1785 nepřístupný. Odtud byl patrně kolem roku 1844 převezen do kostela ve Smrkovci. Kvůli nové instalaci obrazu došlo k seříznutí spodního okraje plátna a obou bočních stran, a to až o 25 centimetrů. Takto poznal obraz i Anton Gnirs, ale nedokázal určit správně dobu vzniku a jeho autora, správně však uvedl, že pochází z Plas. Rovněž Zdeněk Wirth uvádí v publikaci Umělecké památky Čech vydané roku 1957 obraz jako dílo anonymního tvůrce z 18. století. Obraz, namalovaný kolem roku 1690 a od poloviny 20.  století považovaný za ztracený, byl nejspíše těsně před vznikem vojenského újezdu Prameny odvezen ze Smrkovce do plzeňského kostela Nanebevzetí Panny Marie, kde byl v postranní kapli Nejsvětější Trojice, částečně zakrytý novogotickým oltářem. Objeven byl až v roce 2014 autory výstavy Vznešenost & zbožnost.
Po stranách oltáře stály na konzolách výrazné polychromované sochy dvou andělů-světlonošů. Postranní oltáře, nezvykle až za triumfálním obloukem, měly velice podobnou jednoduchou architekturu. Na evangelní straně byla v edikule umístěna barokní plastika svatého Jana Nepomuckého a vedle ní socha svaté Kateřiny s mečem a kolem. Na epištolní straně stála socha Panny Marie a vedle ní socha svatého Kryštofa. Kromě toho byly v lodi umístěny na konzolách další barokní sochy.
Ve věži byl umístěn v roce 1650 zvon od chebského zvonaře Jiřího Hirschfelda. Průměr zvonu byl 59 cm, na rameni zvonu byl vyryt latinský nápis „Wenzeslaus erit patronus noster in aevum (Svatý Václav je patronem našeho života) - Georg Hirschfeld in Eger 1650.“ Na obrubě zvonu ještě nápis „SCHÖNFICHT“. Druhý menší zvon získal kostel darem v roce 1733. Dárcem byl Anton Fridrich Convay von Watterforth, tehdejší pán na Kynšperku.